# Megan Prescott
Megan Prescott, detta Meg (Londra, 4 giugno 1991), è un'attrice e bodybuilder britannica conosciuta soprattutto per aver interpretato il ruolo di Katie Fitch nella terza e quarta stagione della serie vincitrice di doppio premio BAFTA Skins.

## Biografia
Megan è nata sei minuti dopo la sorella gemella Kathryn. Entrambe hanno frequentato la scuola elementare Palmers Green, la scuola media St. John's e la scuola secondaria Ashmole. In un'intervista, Kathryn ha dichiarato che la sorella suona la batteria, informazione confermata dalla stessa Megan in una chat web di MySpace.

### Carriera
Megan ha debuttato come attrice nel 2008, in un episodio della soap opera della BBC Doctors. A gennaio del 2009 è stata trasmessa in prima visione la terza stagione del teen drama Skins, nel quale Megan interpreta Katie Fitch, sorella gemella di Emily Fitch, interpretata dalla gemella nella vita reale Kathryn Prescott. Le riprese della terza stagione della serie iniziarono il 23 luglio 2008, ed il 12 marzo 2009 è stata annunciata nel sito web ufficiale la conferma della quarta stagione, nella quale Megan e le sue co-star ripresero i medesimi ruoli.

## Filmografia

### Televisione
- Doctors – serie TV, episodio 10x63 (2008)
- Skins – serie TV, 16 episodi (2009-2010)
- Testimoni silenziosi (Silent Witness) – serie TV, episodi 15x07-15x08 (2012)
- Holby City – serie TV, 1 episodio (2013)